# Base Drúzhnaya 4
La Base Drúzhnaya 4 (en ruso:База Дружная-4, que significa Amistosa) es una estación científica de verano de Rusia, heredada de la Unión Soviética en 1991. Está situada en el nunatak Landing en la costa del golfo Sannefjord de la bahía de Prydz, en la costa de Ingrid Christensen de la Antártida Oriental.
Fue inaugurada como base estival el 1 de enero de 1987 y funcionó durante cinco veranos consecutivos hasta el 24 de marzo de 1991, cuando fue cerrada durante el colapso de la Unión Soviética. Fue reabierta el 2 de junio de 1994 y cerrada nuevamente el 18 de abril de 1995.
El 19 de diciembre de 2009 Rusia colocó en la base una estación meteorológica automática.
El 13 de marzo de 2013 fue reabierta y la Comnap la reporta como base de verano en 2014.
El propósito principal de la base es el de operar como apoyo logístico a la Base Sóyuz y a la Base Progres.
Es la cuarta base que lleva el nombre Drúzhnaya.
La Base Drúzhnaya 1 (77°44′S 40°13′O / -77.733, -40.217) estuvo situada en la barrera de hielo Filchner. Fue inaugurada en diciembre de 1975 y cerrada en 1985.
La Base Drúzhnaya 2 (75°36′S 57°52′O / -75.600, -57.867) fue inaugurada el 13 de enero de 1982 y cerrada el 21 de febrero de 1982.
La Base Drúzhnaya 3 (71°06′S 10°49′O / -71.100, -10.817) fue inaugurada el 19 de enero de 1987. 